# Металіст (футбольний клуб, 2019)
Ця стаття про сучасний футбольний клуб, що існує з 2019 року. Про клуб, що існував у 1925—2016 роках, див. Металіст (Харків)
«Металіст» — український футбольний клуб з міста Харків, заснований 2019 року під назвою «Метал». Переможець другої ліги 2020/21. Виступає в першій лізі чемпіонату України.

## Історія назв
- 2019–2021: «Метал»
- з 2021: «Металіст»

## Історія

Емблема клубу до липня 2021 року

ТОВ «ФК „Метал“» було зареєстровано 10 жовтня 2019 року, але формування складу команди розпочалося лише наприкінці липня 2020 року, напередодні початку сезону 2020/21. Клуб створено колишнім спортивним директором «Металіста», віце-президентом «Динамо» (Київ) Євгеном Красніковим, який вніс 100% установчого капіталу (250 тис. гривень) і став одноосібним власником нового клубу. «Метал» не є правонаступником «старого» «Металіста», який було розформовано через те, що його останній власник Сергій Курченко перестав фінансувати клуб та відмовився продати його іншим потенційним інвесторам.
Новостворений клуб відразу отримав професійний статус, хоча за регламентом ПФЛ перш, ніж отримати такий статус, команда має брати участь у аматорських чемпіонаті або кубку під егідою ААФУ. «Метал» же відразу був заявлений у другу лігу на сезон 2020/21.
Першим головним тренером команди став колишній захисник «Шахтаря» та «Металіста» Олександр Кучер, який напередодні отримав тренерську ліцензію. До тренерського штабу 37-річного фахівця увійшли Юрій Ушмаєв, Олександр Призетко та Андрій Дикань.
Перший офіційний матч у своїй історії команда зіграла 29 серпня 2020 року на стадіоні «Нова Баварія» в рамках 1/64 фіналу Кубку України проти «ВПК-Агро» з Шевченківки. «Метал» поступився з рахунком 1:3 та вибув із турніру. Свою першу гру в другій лізі команда зіграла 5 вересня 2020 року в Черкасах проти місцевого «Дніпра» (4:0).
У вересні 2020 року Євген Красніков стверджував, що бізнесмен Олександр Ярославський не має стосунку до ФК «Метал». Навесні 2021 року Ярославський заявив, що цей клуб є його проектом, створеним для «повернення» «Металіста». Бізнесмен декларував бажання відродити бренд «старого» «Металіста», але при цьому відмовився погашати борги «Металіста».
Після завершення сезону 2020/21 ФК «Метал» змінив назву на ФК «Металіст», а емблему — на емблему «старого» «Металіста», що існував у 1925—2016 роках, але з незначними змінами кольорової гами. У сезоні 2021/22 виступав у Першій лізі чемпіонату України. 4 серпня 2021 року президентом клубу офіційно став Олександр Ярославський, а Євген Красніков перейшов на посаду віцепрезидента.
У липні 2022 року віцепрезидент «Металіста» Красніков разом зі спортивним директором клубу Папою Гує, головним тренером команди Олександром Кучером, його помічником Юрієм Ушмаєвим, селекціонером Жадером да Сілва, адміністратором Олександром Пушкарьовим і шістьма футболістами (Владиславом Рибаком, Володимиром Танчиком, Сергієм Горбуновим, Едуардом Сарапієм, Русланом Бабенком та капітаном команди Фаресом Балулі) перейшли з «Металіста» до «Дніпра-1». Красніков назвав цей перехід «єдиним шансом зберегти ФК „Металіст“».

## Статистика виступів
| Сезон   | Ліга    | Місце      | Ігри | В  | Н | П  | ГЗ | ГП | Очки | Кубок України  | Головний тренер                    | Примітка   |
| ------- | ------- | ---------- | ---- | -- | - | -- | -- | -- | ---- | -------------- | ---------------------------------- | ---------- |
| 2020/21 | Друга   | 1 з 12     | 22   | 20 | 2 | 0  | 65 | 5  | 62   | 1/64 фіналу    | О.Кучер                            | Підвищення |
| 2021/22 | Перша   | 1 з 16[31] | 20   | 17 | 2 | 1  | 52 | 9  | 53   | 1/4 фіналу[31] | О.Кучер                            | Підвищення |
| 2022/23 | Прем'єр | 15 з 16    | 30   | 5  | 7 | 18 | 27 | 58 | 22   | не проводився  | О.Ратій (в.о.), П.Огненович (в.о.) | Пониження  |
| 2023/24 | Перша   | 14 з 20    | 28   | 7  | 9 | 12 | 27 | 34 | 30   | 1/64 фіналу    | А.Аніщенко                         |            |
| 2024/25 | Перша   | 6 з 18     | 22   | 8  | 7 | 7  | 29 | 21 | 31   | 1/32 фіналу    | А.Аніщенко                         |            |
| 2025/26 | Перша   |            |      |    |   |    |    |    |      |                | А.Аніщенко                         |            |
- Найбільші перемоги: 6:0 «Реал Фарма» (11.09.2020, Харків)[32], 6:0 МФК «Миколаїв-2» (19.04.2021, Харків)[33].
- Найбільші поразки: 1:6 «Шахтар» (1.10.2022, Львів)[34], 0:5 «Дніпро-1» (3.05.2023, Ужгород)[35], 0:5 «Зоря» (14.05.2023, Ужгород)[36].
- Найрезультативніший матч: 5:5 «Верес» (15.04.2023, Ужгород)[37].

## Досягнення
Друга ліга України:
 Переможець: 2020/21

## Стадіони
Спочатку «Метал» планував проводити домашні матчі на стадіоні «Авангард» у місті Зміїв Харківської області, але згодом керівництво клубу відмовилося від цієї ідеї. Перший матч «Металу» прийняв харківський стадіон «Нова Баварія», і саме його було заявлено на чемпіонат в якості основної домашньої арени новоствореного клубу. Але у зв'язку з проведенням реновації газону на «Новій Баварії» «Метал» став грати матчі на стадіоні «Сонячний».
Домашні ігри «Металу» проти одеської «Реал Фарми» та дніпровської «Перемоги» зібрали на «Сонячному» відповідно 477 та 489 глядачів, решта матчів пройшла без глядачів.
У березні—листопаді 2021 року домашнім стадіоном команди був СК «Металіст».
До 2022 року команда проводила тренування, зокрема, на харківському стадіоні «Динамо-Арена».
З 2022 року «Металіст» грає домашні матчі в Ужгороді на стадіоні «Авангард».

## Президенти
| Період             | Ім'я                   |
| ------------------ | ---------------------- |
| 07.2020−04.08.2021 | Євген Красніков        |
| 04.08.2021−02.2025 | Олександр Ярославський |
| 02.2025 − т. ч.    | Євген Красніков        |

## Головні тренери
| Період                | Ім'я                          | Досягнення                                    |
| --------------------- | ----------------------------- | --------------------------------------------- |
| 07.2020−07.2022       | Олександр Кучер               | 1 місце в Другій лізі, 1 місце в Першій лізі  |
| 14.07.2022−27.01.2023 | Олег Ратій (в.о., де-юре)     |                                               |
| 13.07.2022−20.11.2022 | Олександр Призетко (де-факто) |                                               |
| 20.11.2022−27.01.2023 | Василь Кобін (де-факто)       |                                               |
| 27.01.2023−08.06.2023 | Периця Огненович (в.о.)       | 15 місце в Прем'єр-лізі                       |
| 24.06.2023 − т. ч.    | Андрій Аніщенко               | 14 місце в Першій лізі, 6 місце в Першій лізі |

## Керівництво та персонал
| Посада            | Ім'я            |
| ----------------- | --------------- |
| Президент         | Євген Красніков |
| Віцепрезидент     | Папа Гує        |
| Начальник команди | Євген Покатилов |

## Тренерський штаб
| Посада                     | Ім'я            |
| -------------------------- | --------------- |
| Головний тренер            | Андрій Аніщенко |
| Асистент головного тренера | Вадим Комардін  |
| Асистент головного тренера | Вадим Харченко  |
| Асистент головного тренера | Іван Панчишин   |
| Асистент головного тренера | Руслан Фомін    |
| Тренер воротарів           | Андрій Кудимов  |

## Поточний склад
Станом на 18 серпня 2025  року відповідно до офіційної заявки на сайті ПФЛ
| №  | Поз. | Нац.    | Гравець           |
| -- | ---- | ------- | ----------------- |
| 25 | ВР   | Україна | Владислав Рибак   |
| 35 | ВР   | Україна | Павло Плетньов    |
| 41 | ВР   | Україна | Артем Шматко      |
| 43 | ВР   | Україна | Георгій Поляков   |
| 2  | ЗХ   | Україна | Олександр Мизюк   |
| 14 | ЗХ   | Україна | Кирило Влага      |
| 17 | ЗХ   | Україна | Даніїл Приходько  |
| 20 | ЗХ   | Україна | Даніель Вернаттус |
| 24 | ЗХ   | Україна | Віталій Федорів   |
| 31 | ЗХ   | Україна | Богдан Порох      |
| 32 | ЗХ   | Україна | Микита Шахмаєв    |
| 33 | ЗХ   | Україна | Єгор Шерстюк      |
| 40 | ЗХ   | Україна | Михайло Шевченко  |
| 44 | ЗХ   | Україна | Ярослав Санін     |
| 47 | ЗХ   | Україна | Роман Андрєєв     |
| 5  | ПЗ   | Україна | Денис Підручний   |
| 7  | ПЗ   | Україна | Петро Луців       |
| 9  | ПЗ   | Україна | Василь Луців      |

| №  | Поз. | Нац.    | Гравець             |
| -- | ---- | ------- | ------------------- |
| 10 | ПЗ   | Україна | Максим Багачанський |
| 11 | ПЗ   | Україна | Олександр Цвіренко  |
| 16 | ПЗ   | Україна | Роман Горенко       |
| 21 | ПЗ   | Україна | Олексій Горяінов    |
| 27 | ПЗ   | Україна | Євгеній Ісаєнко     |
| 29 | ПЗ   | Україна | Єгор Абрамов        |
| 30 | ПЗ   | Україна | Іван Шаповалов      |
| 34 | ПЗ   | Україна | Ілля Лемба          |
| 38 | ПЗ   | Україна | Кирило Паляничка    |
| 39 | ПЗ   | Україна | Ілля Грищенко       |
| 45 | ПЗ   | Україна | Артем Гебел         |
| 48 | ПЗ   | Україна | Даніл Примак        |
| 98 | ПЗ   | Україна | Максим Оріховський  |
| 6  | НП   | Україна | Даніїл Тепляков     |
| 8  | НП   | Україна | Кирило Дігтярь      |
| 19 | НП   | Україна | Данило Кайдалов     |
| 37 | НП   | Україна | Єгор Красніков      |
| 46 | НП   | Україна | Матвій Колотай      |

## Відомі гравці
Гравці, що грали у національних збірних
- Україна (2008—2011) Віталій Федорів, грає за «Металіст» у 2020—2022 та з 2023[56]
- Україна (2011—2015) Олександр Рибка, грав за «Металіст» у 2021—2022[57]
- Сенегал (2015) Папа Гує, грав за «Метал» у 2020—2021[58]

## Виробники форми та спонсори
| Період       | Виробник форми | Титульний спонсор |
| ------------ | -------------- | ----------------- |
| 2020−2021    | Joma           | —                 |
| 2021−2024    | Joma           | DCH               |
| 2024 − т. ч. | Joma           | —                 |